# Sakai Tadayuki
Sakai Tadayuki est un nom japonais traditionnel ; le nom de famille (ou le nom d'école), Sakai, précède donc le prénom (ou le nom d'artiste).
Sakai Tadayuki (酒井 忠進, 4 avril 1770 - 12 mars 1828) est un daimyo de la fin de l'époque d'Edo à la tête du domaine d'Obama. 
Les Sakai font partie des clans de daimyo appelés fudai ou clans « de l'intérieur » composés de vassaux et d'alliés héréditaires du clan Tokugawa, par opposition aux clans tozama ou clans « de l'extérieur »

## Généalogie du clan Sakai
Tadayuki est membre du branche cadette des Sakai créée en 1590.
Le clan Sakai fudai apparaît au XIVe siècle dans la province de Mikawa. Les Sakai prétendent descendre de Minamoto Arichika. Celui-ci a deux fils : l'un d'eux, Yasuchika, prend le nom de Matsudaira, et l'autre fils, Chikauji, celui de Sakai et cet ancêtre samouraï est à l'origine du nom de ce clan.
Sakai Hirochika, fils de Chikauji, a deux fils et leurs descendants donnent naissance aux deux principales branches du clan Sakai. Le fils cadet de Hirochika, Sakai Masachika, sert plusieurs chefs du clan Tokugawa—Nobutada, Kiyoyasu et Hirotada et en 1561, Masachika est désigné seigneur du château de Nishio à Mikawa.
Sakai Sigetada, fils de Masachika, reçoit pour fief le domaine de Kawagoe dans la province de Musashi en 1590 et en 1601 est transféré au domaine d'Umayabashi dans la province de Kōzuke.
En 1634, Sakai Tadakatsu (1587–1662), fils de Sigetada, est transféré au domaine d'Obama dans la province de Wakasa dans lequel ses descendants demeurent jusqu'à l'ère Meiji. Dans un geste destiné à montrer une faveur spéciale aux Sakai, le deuxième shogun, Hidetada, permet l'utilisation de son tada personnel dans le prénom Tadakatsu.
Le chef de cette lignée du clan est anobli comme « comte » dans le cadre du système nobiliaire sakoku mis en place au cours de l'ère Meiji.

## Officiel Tokugawa
Tadayuki sert le shogunat Tokugawa comme 37e Kyoto shoshidai durant la période allant du 25 janvier 1809 au 23 mai 1815.